# Open de Tanger
L'Open de Tanger è stato un torneo professionistico di tennis giocato su campi in terra rossa. Faceva parte dell'ATP Challenger Series. Si è giocata una sola edizione, a Tangeri in Marocco.

## Albo d'oro

### Singolare
| Anno | Campione        | Finalista       | Punteggio |
| ---- | --------------- | --------------- | --------- |
| 2000 | Werner Eschauer | Nicolas Thomann | 6-4, 6-3  |

### Doppio
| Anno | Campioni                  | Finalisti                        | Punteggio     |
| ---- | ------------------------- | -------------------------------- | ------------- |
| 2000 | Ion Moldovan Jurij Ščukin | Cristian Kordasz Cristiano Testa | 6-4, 2-6, 6-2 |